# Princesa Kherima
La princesa Kherima, també anomenada princesa del Sol va ser una dona egípcia. El seu cos es conservava momificat al Museu Nacional del Brasil fins a l'incendi del 2018 que el va calcinar.

## Biografia
Va viure durant el període romà d'Egipte, entre el segle I i el segle ii. Segons les tomografies s'ha confirmat que era filla d'un governador de Tebas i, per tant, pertanyia a la classe benestant. Kherima va morir quan tenia entre 18 i 20 anys. No es coneix la causa de la seva mort.

## Mòmia
Com a tret diferencial vers altres mòmies similars, destacava que les seves extremitats estaven embolicades de manera individual en tires de lli decorades, el que li preservava el contorn femení i donava l'aspecte d'una nina. Altres momificacions similars es feien sense tècniques tant detallistes.
El 1824 la va portar a Brasil el comerciant Nicolau Fiengo. Dos anys després l'emperador brasiler Pere I la va comprar en una subhasta i la va donar al Museu Reial, fundat el 1818 a Campo de Santana, al centre de Rio de Janeiro.
Segons versions d'alguns visitants del museu, la mòmia provocava moments de trànsits. A la dècada del 1960 una dona després de tocar-li el peu va començar a assegurar que era "una princesa de Tebas que es deia Kherima i que l'havien assassinat a punyalades". Altres persones deien que tenien malestars físics quan s'acostaven a la mòmia. Les classes del professor Victor Staviarski van contribuir a intensificar el misticisme de la mòmia.

## Cultura
Va inspirar l'autor Everton Ralph per escriure “The Secret of the Mummy”.